# Почётный гражданин Смоленской области
Почётный гражданин Смоленской области — почётное звание, являющееся высшей наградой Смоленской области и формой поощрения граждан, получивших известность и уважение жителей региона за особые заслуги в различных областях.
Положение о звании Почётного гражданина было утверждено Указом Главы администрации Смоленской области Виктора Николаевича Маслова от 17 июня 2004 года. В дальнейшем к положению принималось 6 приложений, одно из которых на данный момент уже утратило силу.
Почётный гражданин Смоленской области имеет право на льготы, установленные областным законом «О наградах и почетных званиях Смоленской области», в том числе на:
Почётный гражданин имеет право на:
- внеочередной прием по личным и служебным вопросам должностными лицами городского Совета, Администрации города, руководителями муниципальных учреждений, предприятий и организаций
- проход в здания и помещения, занимаемые органами местного самоуправления по предъявлению удостоверения почетного гражданина
- внеочередное обслуживание на предприятиях торговли, коммунального хозяйства и бытового обслуживания, в учреждениях здравоохранения города независимо от форм собственности
- получение бесплатной медицинской помощи в муниципальных учреждениях здравоохранения и лекарств по показаниям и рецептам врачей
- освобождение от оплаты жилой площади в Смоленске, а также за коммунальные услуги, радио, телефон
- бесплатный проезд в городском муниципальном пассажирском транспорте по предъявлению удостоверения
- получение ежемесячной материальной помощи в размере 1,5 минимальных размеров оплаты труда для почетных граждан, проживающих в городе Смоленске и получающих пенсии по старости или по инвалидности

К званию Почётного гражданина Смоленской области прилагаются диплом, нагрудный знак и удостоверение.
Почётный гражданин может быть лишён звания по согласованию Смоленской областной думы и распоряжению губернатора области. В случае реабилитации гражданина он может восстановлен в правах.
При жизни или после смерти Почётного гражданина на доме, где он живёт, устанавливается мемориальная доска.

## Список лиц, удостоенных звания Почётного гражданина Смоленской области
1. Анисимов, Владимир Иванович (9 октября 2006 года, посмертно) — председатель Смоленской областной думы, звание присвоено за «особые заслуги перед Смоленской областью в сфере государственного управления, большой личный вклад в социально-экономическое развитие Смоленской области и повышение её авторитета в Российской Федерации и за рубежом».
2. Иванов, Георгий Тихонович (24 июля 2007 года) — Герой Социалистического Труда, ветеран Великой Отечественной войны, бывший директор совхоза «Батуринский» Холм-Жирковского района, звание присвоено за «самоотверженный труд, большой личный вклад в социально-экономическое развитие Смоленской области».
3. Комарова, Валентина Дмитриевна (9 июля 2008 года) — заслуженный работник сельского хозяйства Российской Федерации, председатель производственного кооператива имени Урицкого, звание присвоено за «многолетний плодотворный труд, особые заслуги перед Смоленской областью в отрасли сельскохозяйственного производства, большой личный вклад в социально-экономическое развитие Смоленской области».
4. Шкадов, Александр Иванович (9 июля 2008 года, посмертно) — директор производственного объединения «Кристалл», жертва заказного убийства, звание присвоено за «большой личный вклад в экономическое развитие Смоленской области, повышение её авторитета в Российской Федерации и за рубежом».
5. патриарх Кирилл (Гундяев, Владимир Михайлович) (5 февраля 2009 года) — патриарх Московский и всея Руси, звание присвоено за «большой личный вклад в укрепление гражданского мира, дружбы и сотрудничества между народами, возрождение и развитие духовных и культурных традиций, строительство и восстановление храмов на территории Смоленской области».
6. Камышев, Евгений Викторович (3 марта 2009 года) — полный кавалер ордена Славы, бывший председатель Гагаринского районного Совета ветеранов, звание присвоено за «многолетний самоотверженный труд, большой личный вклад в социально-экономическое развитие Смоленской области».
7. Клименко, Иван Ефимович (28 июня 2011 года, посмертно) — первый секретарь Смоленского обкома КПСС в 1969—1987 годах, звание присвоено за «большой вклад в социально-экономическое развитие Смоленской области»[2].
8. Леонов, Алексей Архипович (30 сентября 2015 года) — летчик-космонавт СССР, генерал-майор авиации, дважды Герой Советского Союза, звание присвоено за «патриотическое воспитание молодого поколения, поддержку исследовательской деятельности молодежи в области авиации и космонавтики, сохранение и увековечение памяти первого космонавта Юрия Алексеевича Гагарина, значительный вклад в экономическое развитие Смоленской области»[3].
9. Ребрик, Юрий Николаевич (29 октября 2015 года, посмертно) — общественный и политический деятель, бывший председатель Общественной палаты Смоленской области, звание присвоено за «большой вклад в укрепление и развитие экономики Смоленской области, парламентаризма и гражданского общества»[3].
10. Матросов, Вадим Александрович (17 января 2018 года, посмертно) — за безупречную службу по охране рубежей нашей Родины, активную общественную работу, оказание существенной помощи ветеранским организациям Смоленской области, музею «Смоленщина в годы Великой Отечественной войны 1941—1945 гг.»